# Касна липа
Касна липа (Tilia cordata Mill.) је једна од аутохтоних врста липе и код нас се још назива ситнолисна липа, бела липа, зимска липа, липац, липник, липолист, позна липа. Научни назив рода потиче од античког имена за брест πτελέᾱ, или за црну тополу τιλίαι, док епитет врсте cordata (лат. срцаста) одражава срцаст облик листа; епитети синонима parvifolia (латински) и microphylla (грчки) значе ситнолисна. Под данашњем научном имену описао ју је енглески ботаничар Милер (Philip Miller, 1691-1771) 1768. године.

## Опис врсте
Листопадно дрво, другог и првог реда, висинe 18-25 (32) m, ширинe круне 10-12/15 (20) m; са широком, густом, конусном круном касније високо засвођеном до заобљеном. На отвореном гране расту ниско на стаблу јаке су и дијаогнално се уздижу. У зрелости гране висе у спољашњем делу круне. У склопу са витким дугим стаблом, пунодрвним и високом јајастом или издуженом круном. Спорог је до средњег темпа раста. Годишњи прираст 30 cm у висину и 25 cm у ширину.
Корен развија јаку срчаницу током првих 7-8 година, касније са више јаких, бочних жила које иду у дубину, са много густих жиличастих коренова, као и даскастим површинским жилама. Зато је липа отпорна прама ветру. Корен је много интензивнији од храста, граба, букве, брезе, јасена, јове и бреста и најближи је корену јавора.
Кора је смеђа и богата ликиним влакнима, дуго глатка; у старости пуца углавном подужно, слично китњаковој. Плута се не љуспа и не отпада, тамне је боје. Младе гранчице су сјајне, црвено или жутосмеђе са расутим округластим лентицелама. Леторасти цикцак савијени. Пупољци су јасно наизменични, мало стиснути, са две врло неједнаке љуспе.
Листови наизменични, косо срцастоокругласти, 3–10 cm дуги и широки, дршке дуге 2 до 5 cm; зашиљени, при основи целог обода, лиска оштро (и двоструко) тестераста, гола, адаксијално тамно, абаксијално светлозелена, у пазуху нерава са сиво рђастим праменовима длачица (што је диференцијална особина: рана липа има беле длачице, а сребрнолисна је без њих). У старости лист је једар, пун, крут. При основи несиметричан, нерватура прстаста, али са јаким главним нервом. Јесења боја жута или сјајно жута.
Цветови једнодоми, хермафродитни, актиноморфни. Јављају се у сложеном штиту, богатом у цветовима: 5-11 цветова, цваст са језичастим приперком. Дршка приперка дуга, јавља се крај пупољака у пазуху листа. Приперак до пола своје дужине срастао са петељком цвасти. Перијант, чашица и круница, је петочлан. Крај перијанта се налазе нектарије које привлаче инсекте опрашиваче. Прашници, има их око 30, су дужи од перијанта. Плодник надцветан, густо бело длакав, петок, тучак краћи од прашника. Издужени стубић има 5 жигова. Цвет ситан и јако слаткасто миришљав. Цвета касно — јуна до почетка јула, недељу или две касније од ране, крупнолисне липе.
Плодови овалне до лоптасте орашице од пет карпела, са танким, чврстим перикарпом, округласте или широко објајасте, 5–8 mm у пречнику, рђастосмеђе, са ситним сомотастим длачицама, слабо ребраста, без брадавица, са 1(2) семена. Зри у септембру и опада у дужем периоду од октобра до половине зиме.
Један hl плодова има масу око 25 kg. Од 100 kg сировине добије се око 85% сетвеног материјала. Семе има смеђу семењачу и уљем богат ендосперм. У једном kg има 25.000 зрна. Клијавост свежег семена је обично око 50-60%, семе задржава способност клијања око 2-3 године.
Клијавац је са прстасто режњевитим котиледонима. Хипокотил црвене боје, обрастао ситним длакама. Котиледони скоро округли, 15–20 mm дуги, око 20 mm широки, дршке дугачке 5–7 mm; са 5-7 ланцетастојајастих режњeва, највећи су први, трећи и пети режањ. Котиледони обрасли ситним длачицама, које су видљиве по ободу и дршци. Примарни листови дугуљастојајасти, при основи срцасти, по ободу неравномерно назубљени, зашиљени, обрасли ситним длачицама, на дршкама дугим 10–15 mm, које су такође обрасле кратким длачицама. Епикотил слабо развијен.

## Ареал
Распрострањена је готово по целој Европи и ван ње. Претежно је источноевропска врста, са тежиштем налазишта у Русији. Одавде се протеже на север до Финске и Скандинавије, на запад до северне Шпаније, на југ до јужне Италије, а на исток, даље од многих лишћара, у Сибир до Алтаја. Има врло простран ареал, али се само у средњој Русији јавља у чистим састојинама.
У погледу висинског ареала ситнолисна липа иде више од крупнолисне, али је углавном дрво мањих висина до 1200 m — дрво низина и брежуљака.
У Србији се јавља у асоцијацијама храста китњака и граба и у нижем региону букве.

## Биоеколошке карактеристике
Као сциофит тражи сенку, али добро подноси делимичну сенку и сунчане експозиције. Ситнолисна липа има мање захтева према земљишту од крупнолисне; од умерено сувих до влажних, богатих, благо киселих до алкалних. Адаптибилна је и на сиромашна земљишта, ако нису сувише сува. Врло је отпорна на мраз, воли топла станишта, подноси сув и топао ваздух, урбане услове, привремене суше, добро се обнавља из старијег дрвета, отпорна је на ветар. Не нападају је толико биљне ваши колико крупнолисну липу па има мање медне росе.
Физичку зрелост достиже липа у природи у 20-30. години; из изданака у 15-20. год. и плодоноси скоро сваке године. Достиже старост од неколико стотина година; врло старе липе су већином од других двеју врста. Најбоља је за мед. Лако се пресађује.

## Примена
У пејзажној архитектури и хортикултури налази широку примену како у урбаним просторима тако и у пределу као аутохтона врста. У градовима је најчешћа у дрворедима, код нас, по правилу, измешана са остале две врсте и хибридима; упечатљива је и као солитер на травњаку. Честа је у авенијама великих градова као у чувеној Берлинској авенији Unter den Linden (под липама) где је засађена 1647. Пресађује се лако, чак и велика стабла до 60 година Лако подноси орезивање и одсецање на пањ, па се може употребити за живе ограде и платна. Поред естетских вредности сади се и због пријатног мириса у густе сенке, честа је на гробљима, а ван градова је цењена за испашу пчела.
Мед је светложут, прозиран, мириса на цвет липе, оштријег укуса. Почиње да кристалише, 4 месеца од вађења из кошнице, а потпуно кристалише за 6 месеци до годину дана.
Млади листови могу да се једу сирови. Одлична су салата или у сендвичима, благог су укуса и помало слузави. Листови могу да се беру од пролећа до ране јесени са изданака у дну стабла. Млевени цветови и недозрели плодови су замена за чоколаду. Познати биљни чај од цветова, слатког је укуса и пријатног мириса. Сок добијен озлеђивањем стабла, сладак је и може одмах да се пије, или да се преради у сируп.
Липов чај је домаћи лек за бројне тегобе, посебно у лечењу прехладе и других болести где је пожељно знојење. Чај је антиспазмодик, дијафоретик, експекторанс, хипотензив, лаксатив и седатив. Користи се и у лечењу пробавних сметњи, хипертензије, отврдњавања артерија, хистерије, психогеног повраћања или палпитације. Цветови липе старењем развијају опојна својства па их треба брати када су тек отворени. Угаљ од дрвета касне липе користи се у лечењу желучаних или диспептичких сметњи, а иситњен у прах наноси се на опекотине или болна места.
Лика се користи за израду простирки, обуће, кошара, конопца,, тканина. Дрво је мекано, бело, лако се резбари. Веома је погодно за прављење икона и предмета за домаћинство. Угаљ се користи као угљен за цртање.

## Размножавање

### Генеративно размножавање
Плод се сакупља у октобру-новембру. Основни проблем у производњи садница генеративним путем је двострука дормантност семена. Семе посејано у јесен, клија наредног пролећа споро и неједнако, или прележи годину дана. Од начина за превазилажења сметњи у клијању примењује се:
- третирање семена концентрованом сумпорном киселином 20 минута, добро испирање текућом водом и стратификација 3-5 месеци на температури од 1-5оC;
- мочење семена у води 1-2 дана, а затим стратификација до пролећа, до следеће јесени или до другог пролећа;
- сетва семена сакупљеног у стадијуму физиолошке зрелости (у другој половини августа), препознатљивог по посмеђивању перикарпа и неодложна сетва.[9]

По дужном метру бразде сеје се око 10 g семена, на дубину од око 3 cm. Поник треба заштити од позних пролећних мразева, директне инсолације и исушивања земљишта. Саднице у сејалишту остају од 2-4 године. За пошумљавање су добре двогодишње саднице. Гајење парковских садница ове врсте је отежано, јер често долази до кривљења стабла. Основно је да се у школу саднице пресађују са уским размацима: 0,25-0,33 × 0,75 - 1,00 m, или их треба анкеровати.

### Вегетативно размножавање
Проценат ожиљавања зелених резница неких врста/клонова дрвећа оживљаваних под мистом или фолијом 82-100, 55-88%. Коренске резнице се побадају под углом од 45о у песак на отвореном, обично у пролеће или касније. Дужина резница је 10–20 cm, резнице тање од 3 mm одбацују се успех 13%. Јувенилни матичњак 2-4 године стар као извор зелених резница од априла до јула; оне се третирају са 1% IBA и побадају у песак или супстрат од тресета и песка (1:1) ожиљују се 55-100%.
Клонови касне липе (као 'Greenspire' нпр.) окулирају се на спавајући пупољак у јулу на основну форму или на подлоге ране липе, са друге стране касна липа је компатибилна подлога за хибридне липе Tilia × euchlora (T. dasystyla × T. cordata) и Tilia × europaea (T. cordata × T. platyphyllos) којима је један од родитеља. По узимању окца обавезно одстранити дрво из штита око пупољка. Калемљење под кору у доба пролећне мезгре може да се примени код клонова са дебљом кором.
Загртање и полегање су чест начин размножавања за хибриде и клонове.

## Хибриди и унутарврсни таксони

### Хибриди
Липе су познате по међусобном лаком унакрсном опрашивању, па тако ситнолисна липа има спонтане хибриде
- Tilia × euchlora K.Koch (T. dasystyla × T. cordata)
- Tilia x flavescens A.Braun (T. americana × T. cordata)
- Tilia × europaea L. (T. cordata × T. platyphyllos; syn. T. × vulgaris)
- Tilia × makashviliana Grossh. et J.Wagner (T. caucasica var. multiflora × T. cordata)

### Kлонови
Издвојен је један међуврсни клон Tilia 'Flavescens' (T. americana × T. cordata) и већи број унутарврсних клонова.
На сајту Међународног дендролошког удружења . култивари касне липе подељени су у четири групе:
- оне који достижу висину карактеристичну за дрвеће, са 38 таксона
- спорорастући, са густом круном, мањих димензија, са 19 таксона
- златолисти клонови (5 клонова) и
- клонови панашираних листова (8 клонова)